# Jorge Casaretto

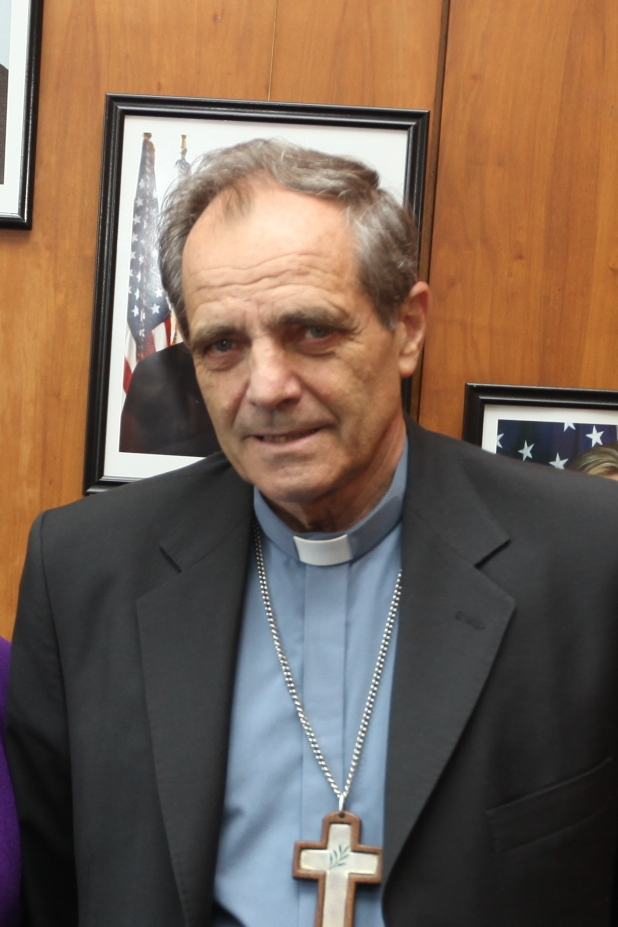
Bischof Alcides Jorge Pedro Casaretto

Alcides Jorge Pedro Casaretto (* 27. Dezember 1936 in Buenos Aires) ist ein argentinischer Geistlicher und emeritierter Bischof von San Isidro.

## Leben
Alcides Jorge Pedro Casaretto empfing am 5. September 1964 die Priesterweihe.
Papst Paul VI. ernannte ihn am 28. Dezember 1976 zum Bischof von Rafaela. Die Bischofsweihe spendete ihm der Weihbischof in San Isidro, Justo Oscar Laguna, am 19. März des nächsten Jahres; Mitkonsekratoren waren Vicente Faustino Zazpe, Erzbischof von Santa Fe, und Emilio Bianchi di Cárcano, Weihbischof in Azul.
Johannes Paul II. ernannte ihn am 14. März 1983 zum Koadjutorbischof von San Isidro und er wurde am 15. Juni desselben Jahres in das Amt eingeführt. Nach der Emeritierung Antonio María Aguirres folgte er ihm am 13. Mai 1985 als Bischof von San Isidro nach.
Am 30. Dezember 2011 nahm Papst Benedikt XVI. das von Alcides Jorge Pedro Casaretto aus Altersgründen vorgebrachte Rücktrittsgesuch an.
Papst Benedikt XVI. bestellte ihn am 26. Juni 2012 für die Zeit der Sedisvakanz zum Apostolischen Administrator von Merlo-Moreno. Mit der Ernennung des neuen Bischofs Fernando Carlos Maletti im Mai 2013 erlosch dieses Amt.